# Liste des aéroports en Tanzanie
| Opérateur | Aérodromes |
| --------- | ---------- |
| TAA (en)  | 58         |
| ZAA       | 2          |
| KADCO     | 1          |
| TANAPA    | 26         |
| MNRT (en) | 61         |
| NCAA      | 2          |
| Privés    | 93         |

Voici une liste des aéroports en Tanzanie.
Les codes d'aéroport OACI pour la Tanzanie commencent par les lettres «HT».
Les noms des aéroports en gras indiquent que ceux-ci possèdent des services aériens commerciaux programmés.
Les informations sur la piste concernent la piste la plus longue et ou celle avec une meilleure surface (lorsque plusieurs pistes sont disponibles).

## Aéroports

### Tanzanie

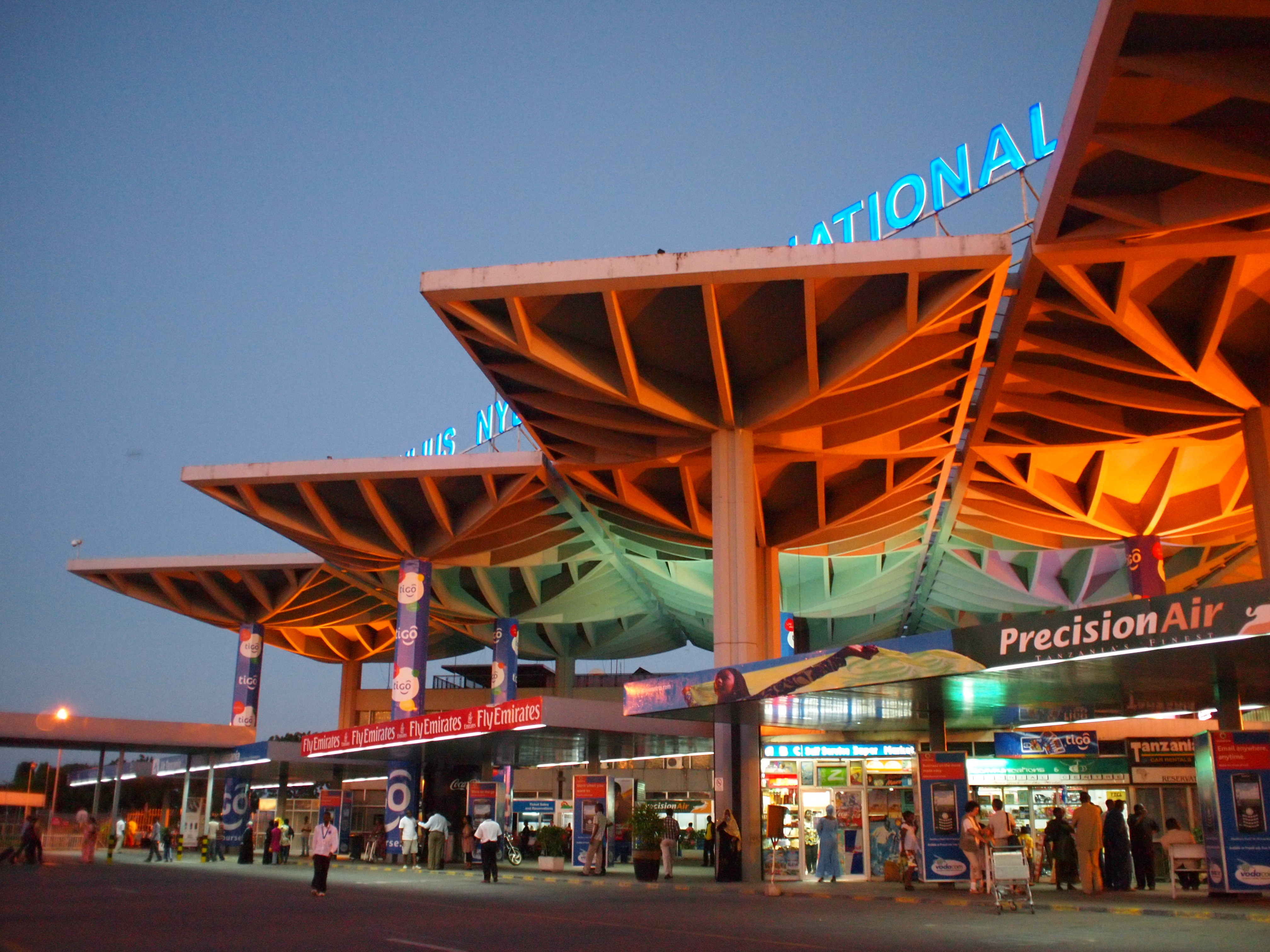
Aéroport international Julius-Nyerere

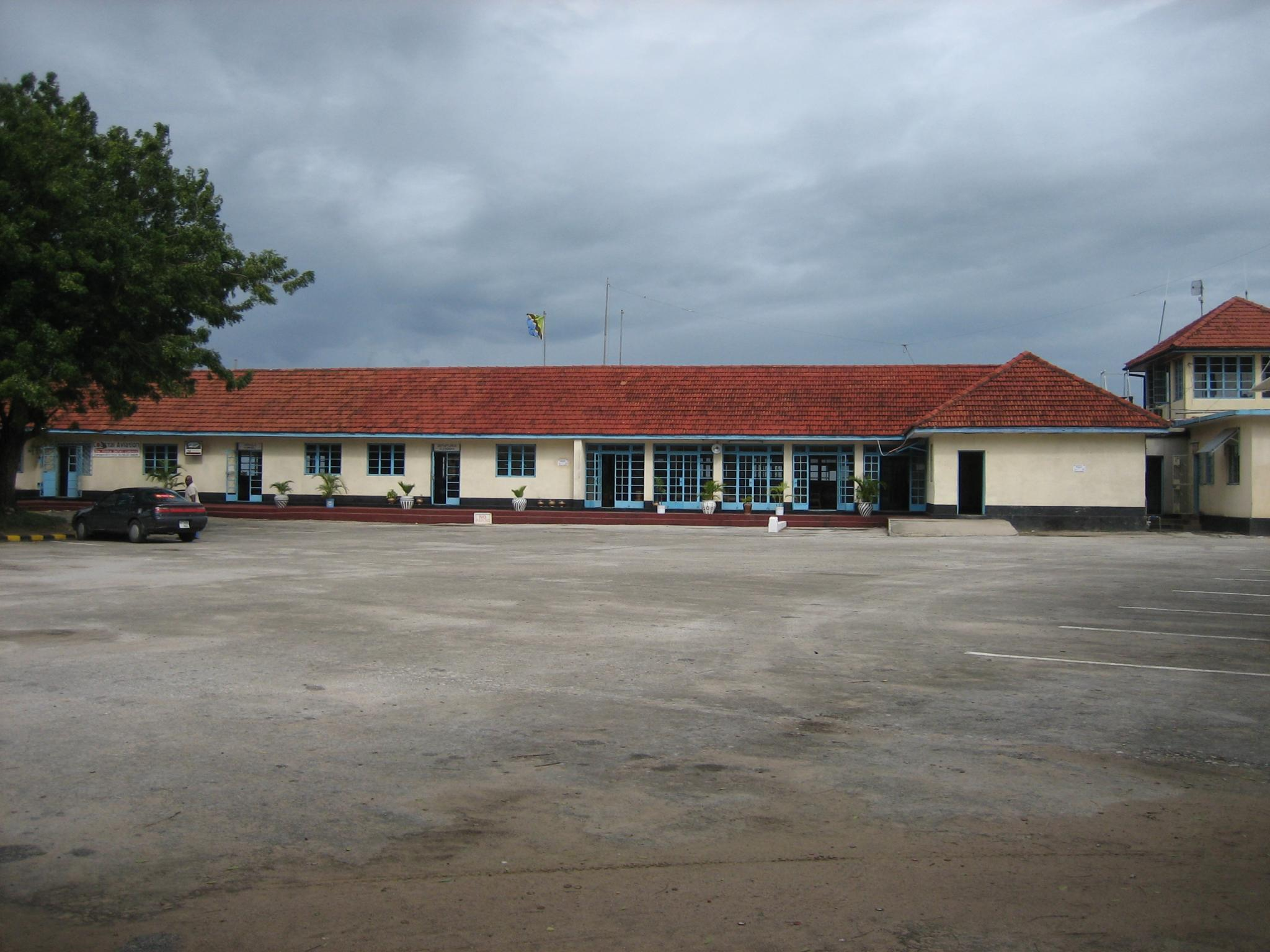
Aéroport de Tanga

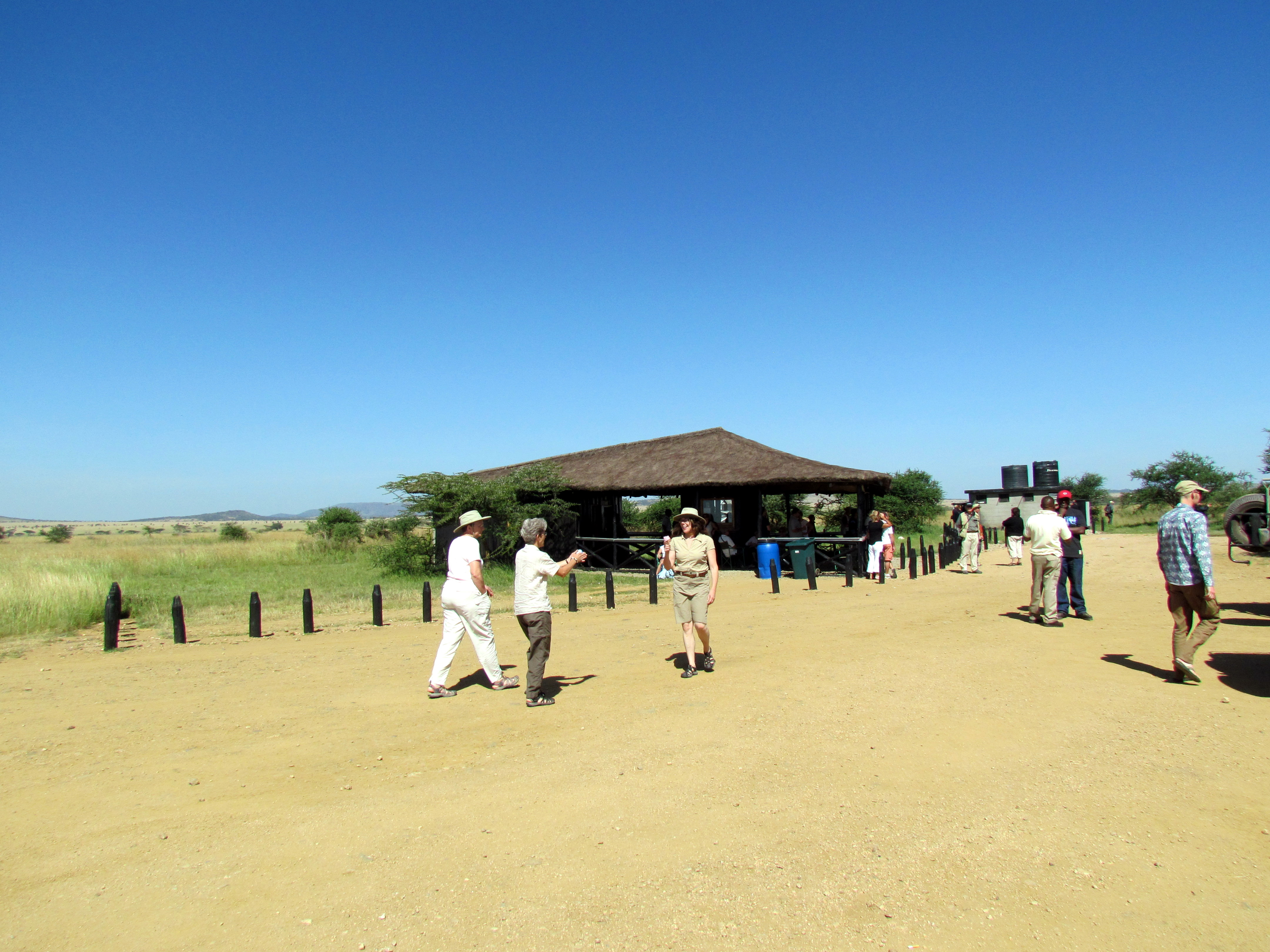
Touristes arrivant à Seronera

Le continent (hors Zanzibar) compte 27 aéroports. La Tanzania Airports Authority (en) (TAA) gère tous les aéroports à l'exception du Kilimandjaro International, qui est géré par la société publique de développement de l'aéroport du Kilimandjaro (KADCO).
| Lieu                       | Région                 | OACI | AITA | Nom                                    | Piste (en mètre) | Surface  |
| -------------------------- | ---------------------- | ---- | ---- | -------------------------------------- | ---------------- | -------- |
| Arusha                     | Région d'Arusha        | HTAR | ARK  | Aéroport d'Arusha                      | 1620             | Asphalte |
| Bukoba                     | Région de Kagera       | HTBU | BKZ  | Aéroport de Bukoba (en)                | 1325             | Asphalte |
| Dar es Salam               | Région de Dar es Salam | HTDA | DAR  | Aéroport international Julius-Nyerere  | 3000             | Asphalte |
| Dodoma                     | Région de Dodoma       | HTDO | DOD  | Aéroport de Dodoma (en)                | 2500             | Asphalte |
| Hai                        | Région du Kilimandjaro | HTKJ | JRO  | Aéroport international du Kilimandjaro | 3600             | Asphalte |
| Ibadakuli                  | Région de Shinyanga    | HTSY | SHY  | Aéroport de Shinyanga (en)             | 2000             |          |
| Kilwa Masoko (en)          | Région de Lindi        | HTKI | KIY  | Aéroport de Kilwa Masoko (en)          | 1800             |          |
| Lac Manyara                | Région d'Arusha        | HTLM | LKY  | Aéroport du lac Manyara (en)           | 1220             |          |
| Lindi                      | Région de Lindi        | HTLI | LDI  | Aéroport de Lindi (en)                 | 1748             |          |
| Mafia                      | Région de Pwani        | HTMA | MFA  | Aéroport de Mafia (en)                 | 1500             | Asphalte |
| Masasi (en)                | Région de Mtwara       | HTMI | XMI  | Aéroport de Masasi (en)                | 1275             |          |
| Mbeya                      | Région de Mbeya        | HTMB | MBI  | Aéroport de Mbeya (en)                 | 1569             |          |
| Mbeya                      | Région de Mbeya        | HTGW |      | Aéroport de Songwe (en)                | 3330             | Asphalte |
| Moshi                      | Région du Kilimandjaro | HTMS | QSI  | Aéroport de Moshi (en)                 | 1569             |          |
| Mpanda                     | Région de Katavi       | HTMP | NPY  | Aéroport de Mpanda (en)                | 1820             | Asphalte |
| Mtwara                     | Région de Mtwara       | HTMT | MYW  | Aéroport de Mtwara (en)                | 2260             | Asphalte |
| Musoma                     | Région de Mara         | HTMU | MUZ  | Aéroport de Musoma (en)                | 1600             |          |
| Mine de diamant Williamson | Région de Shinyanga    | HTMD | MWN  | Aéroport de Mwadui (en)                | 1400             | Gravier  |
| Mwanza                     | Région de Mwanza       | HTMW | MWZ  | Aéroport de Mwanza (en)                | 3010             | Asphalte |
| Nachingwea (en)            | Région de Lindi        | HTNA | NCH  | Aéroport de Nachingwea (en)            | 1795             |          |
| Nduli (en)                 | Région de Iringa       | HTIR | IRI  | Aéroport d'Iringa (en)                 | 1670             | Asphalte |
| Ngara (en)                 | Région de Kagera       | HTNR |      | Aéroport de Ngara (en)                 | 1445             |          |
| Songea                     | Région du Ruvuma       | HTSO | SGX  | Aéroport de Songea (en)                | 1617             | Asphalte |
| Sumbawanga                 | Région de Rukwa        | HTSU | SUT  | Aéroport de Sumbawanga (en)            | 1428             |          |
| Tabora                     | Région de Tabora       | HTTB | TBO  | Aéroport de Tabora (en)                | 1900             | Asphalte |
| Tanga                      | Région de Tanga        | HTTG | TGT  | Aéroport de Tanga (en)                 | 1255             | Asphalte |
| Ujiji                      | Région de Kigoma       | HTKA | TKQ  | Aéroport de Kigoma (en)                | 1794             | Asphalte |

| Aéroport d'entrée (en) |

### Zanzibar

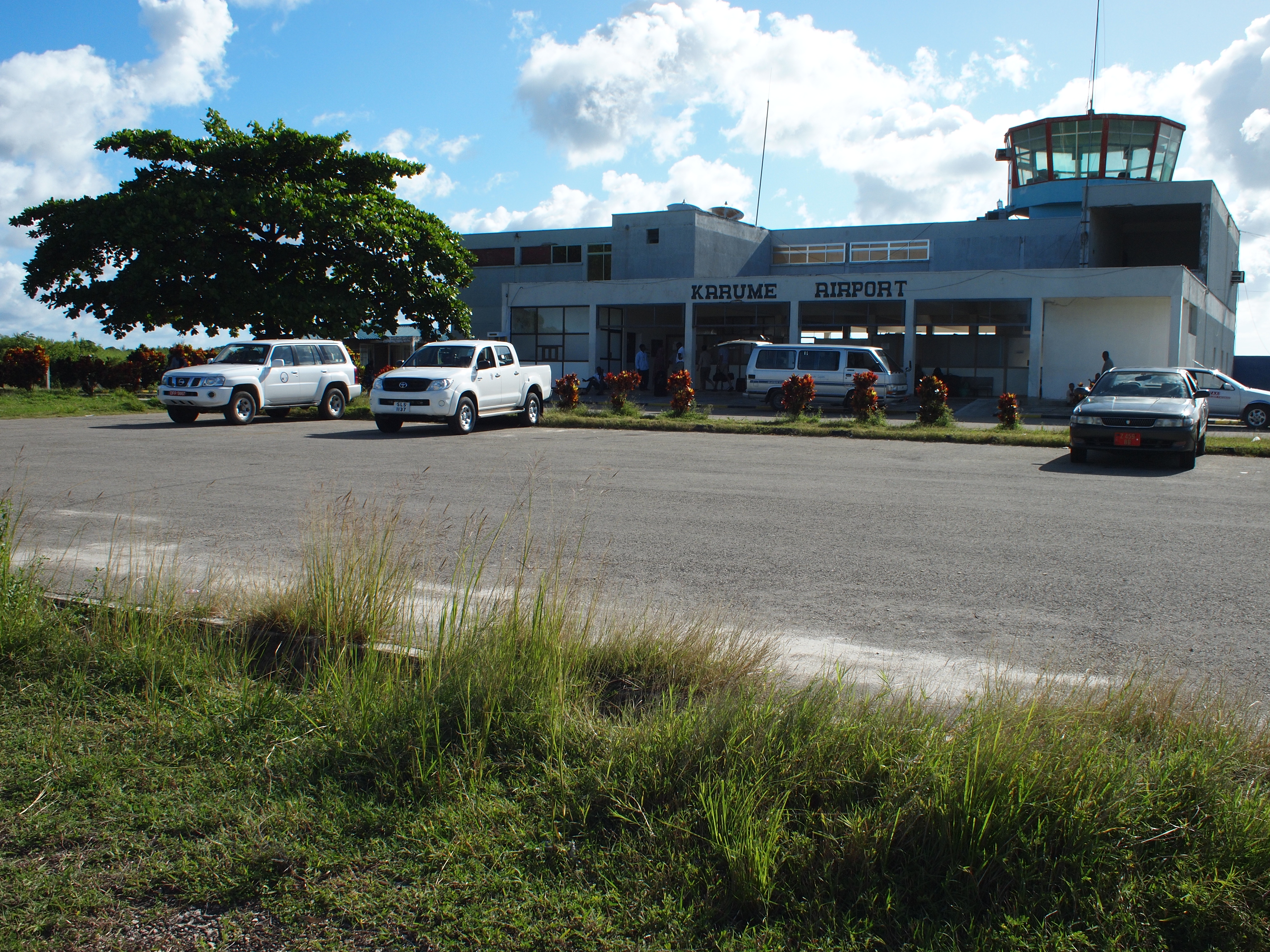
Aérodrome de Pemba

Les aéroports de l'archipel de Zanzibar sont sous la juridiction de la Zanzibar Airports Authority (Autorité des aéroports de Zanzibar).
| Lieu   | Région                | OACI | AITA | Nom                                | Piste (en mètres) |
| ------ | --------------------- | ---- | ---- | ---------------------------------- | ----------------- |
| Pemba  | Pemba Sud             | HTPE | PMA  | Aérodrome de Pemba Karume          | 1517              |
| Unguja | Unguja Sud et Central | HTZA | ZNZ  | Aéroport international de Zanzibar | 3007              |

| Aéroport d'entrée (en) |

## Pistes d'atterrissage

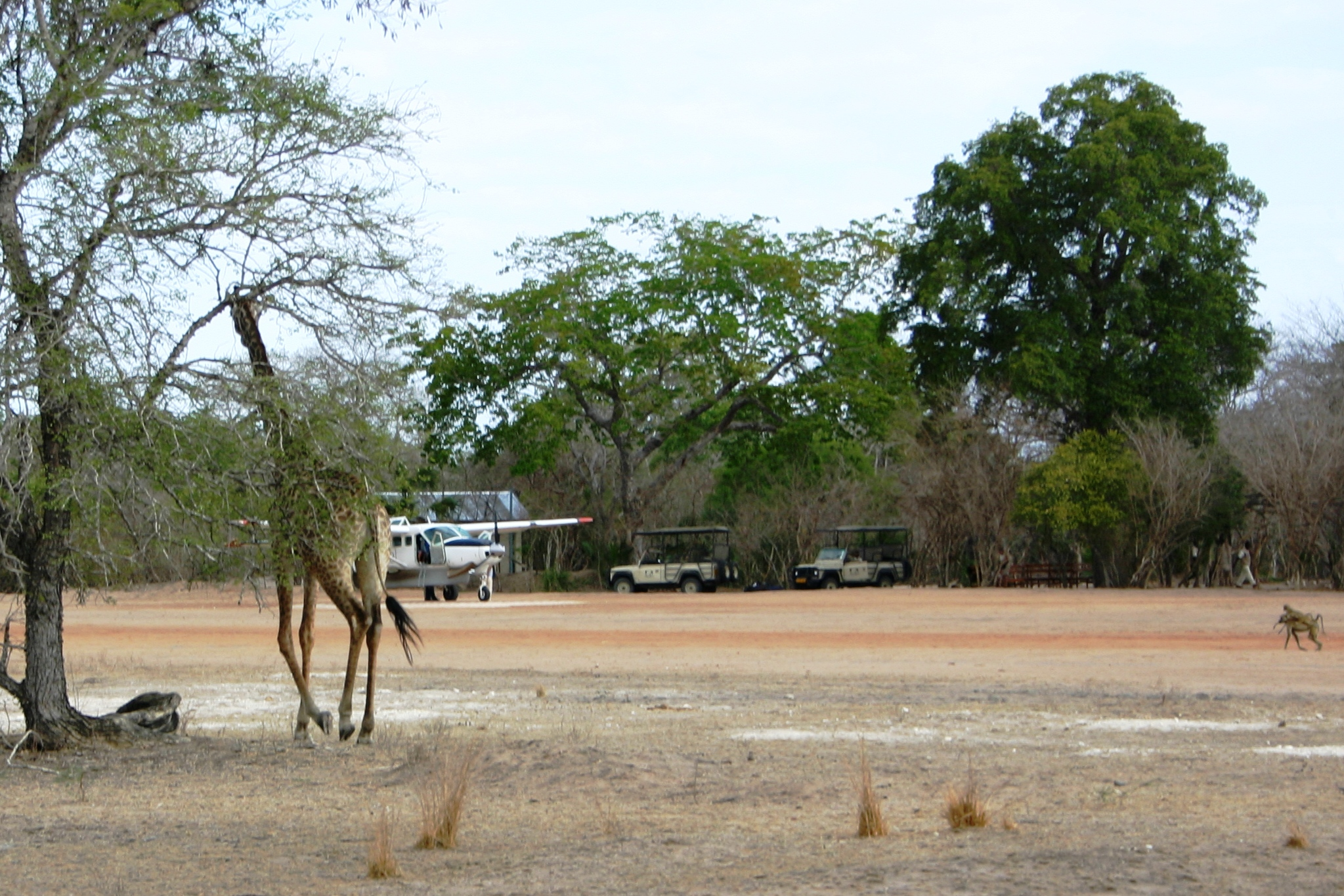
Une girafe passant par la piste d'atterrissage de Mtemere dans la réserve de Selous.

| Lieu                            | Région                 | OACI | AITA | Nom                                             | Piste (en mètres) | Opérée par |
| ------------------------------- | ---------------------- | ---- | ---- | ----------------------------------------------- | ----------------- | ---------- |
| Loliondo (en)                   | Région d'Arusha        | HTLD |      | Piste d'atterrissage de Loliondo (en)           | 1535              | TAA (en)   |
| Parc national de Mikumi         | Région de Morogoro     | HTMK |      | Piste d'atterrissage de Kikoboga (en)           | 1330              | TANAPA     |
| Mombo (en)                      | Région de Tanga        | HTMO |      | Piste d'atterrissage de Mombo (en)              | 1285              | TAA (en)   |
| Morogoro                        | Région de Morogoro     | HTMG |      | Piste d'atterrissage de Morogoro (en)           | 1000              | TAA (en)   |
| Parc national du Kilimandjaro   | Région du Kilimandjaro | HTWK |      | Piste d'atterrissage ouest du Kilimandjaro (en) | 1244              | TAA (en)   |
| Parc national de Ruaha          | Région de Iringa       | HTMR |      | Piste d'atterrissage de Msembe (en)             | 1288              | TANAPA     |
| Parc national de Rubondo Island | Région de Mwanza       |      |      | Piste d'atterrissage de Rubondo (en)            | 1242              | TANAPA     |
| Same (en)                       | Région du Kilimandjaro | HTSE |      | Piste d'atterrissage de Same (en)               | 750               | TAA (en)   |
| Réserve de gibier de Sélous     | Région de Pwani        |      |      | Piste d'atterrissage de Mtemere (en)            | 1232              | MNRT (en)  |
| Seronera (en)                   | Région de Mara         | HTSN | SEU  | Piste d'atterrissage de Seronera (en)           | 1570              | TANAPA     |
| Singida                         | Région de Singida      | HTSD |      | Piste d'atterrissage de Singida (en)            | 1057              | TAA (en)   |
| Songo Songo                     | Région de Lindi        |      |      | Piste d'atterrissage de Songo Songo (en)        | 1050              | TPDC       |

## Bases aériennes militaires
- Base aérienne de Mwanza, Mwanza
- Base aérienne de Ngerengere (en), Région de Morogoro
- Base aérienne d'Ukonga, Dar es Salaam

## Aéroports en projet
- Aéroport international de Msalato (en), Dodoma
- Aéroport international de Kajunguti (en), Région de Kagera
- Aéroport international du Serengeti (en), Mugumu